# トゥファイバ・スポーツスタジアム
トゥファイバ・スポーツスタジアム（Teufaiva Sport Stadium）は、トンガの首都ヌクアロファにあるスポーツ複合施設。ラグビーユニオンのラグビートンガ代表（イカレ・タヒ、Ikale Tahi）の本拠地であり、サッカー、ラグビーリーグ、トンガ国内の中学校・高校の競技大会でも使用される。

## 施設
観客収容人数10,000人の天然芝スタジアムのほか、陸上競技トラックがある。

## 歴史
1988年開設。
2000年代初頭から荒廃し、8年間使用されなかった。
改修に150万ドルを投じて2017年6月に再オープンし、同年7月のパシフィックネーションズカップ2017（PNC2017）でも使用されたが、8か月後の2018年2月にサイクロン・ギータ（Cyclone Gita）によって観客席の屋根の大部分が破損するなど大きな被害を受けた。
ニュージーランド政府の支援により再度の改修工事と、アジア開発銀行によりスタジアムへのアクセス道路の改善とトイレ設備改修を行い、2019年にオープンした。
2024年5月4日、スーパーラグビー・パシフィックにおいて、トンガなど太平洋諸島各国からなるクラブチーム モアナ・パシフィカが、ニュージーランドのハイランダーズと初対戦した。これにより、トンガはスーパーラグビーの試合を開催した12番目の国となった。